# Sport-Universität Peking

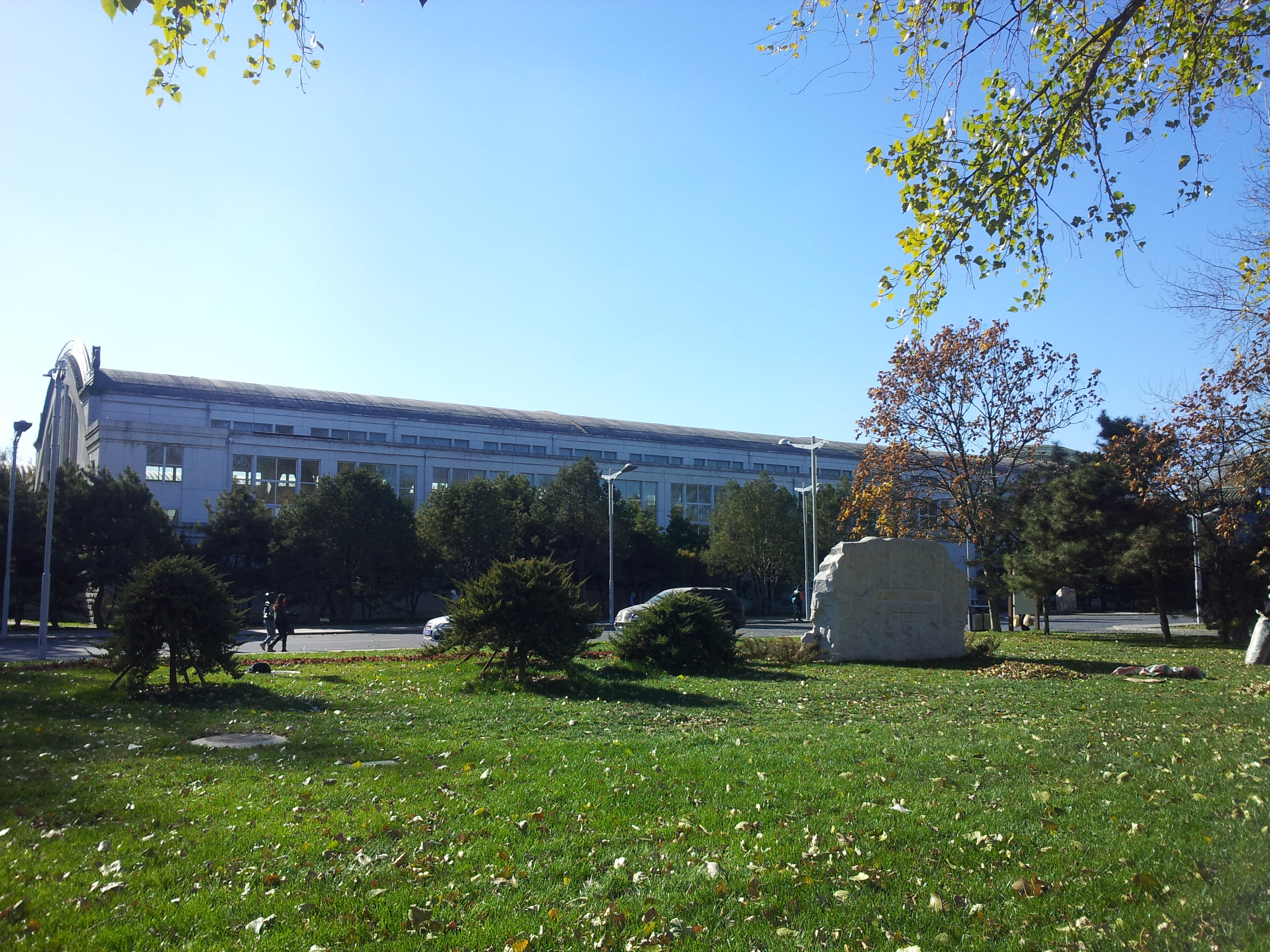
Campus

Die Sport-Universität Peking (chinesisch 北京体育大学) ist eine chinesische Sporthochschule in Peking. Diese 1952 gegründete Universität gilt als Anfang der Sporterziehung auf Hochschulebene in der Volksrepublik China.
Sie gehört zu den Universitäten des staatlichen Elitenförderprogramms Projekt 211.